# Marca, Sălaj
Marca là một xã thuộc hạt Sălaj, România. Dân số thời điểm năm 2002 là 2953 người.